# Onglet (guitare)

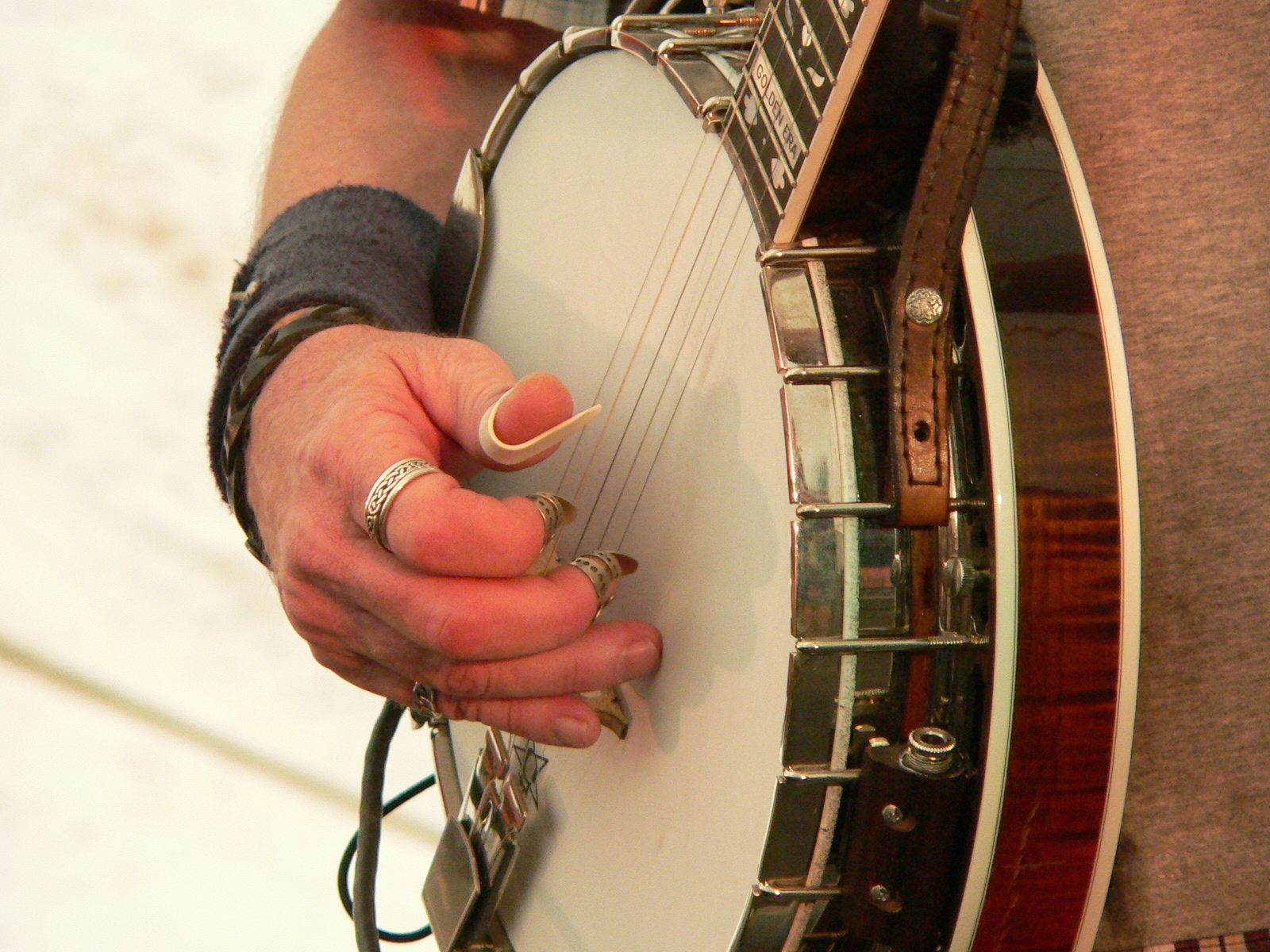
Don Wayne Reno jouant du banjo avec trois onglets

Un onglet est une pièce souvent métallique utilisée en guitare. C'est une sorte de médiator qui s'accroche généralement au pouce et sert à accentuer les cordes graves jouées avec celui-ci. Les onglets sont principalement utilisés avec une guitare folk, mais peuvent être utilisés avec d'autres instruments à cordes comme le banjo. Il présente comme avantage de pouvoir utiliser les autres doigts de la main pour jouer, contrairement au mediator.